# بطولة أستراليا المفتوحة للتنس

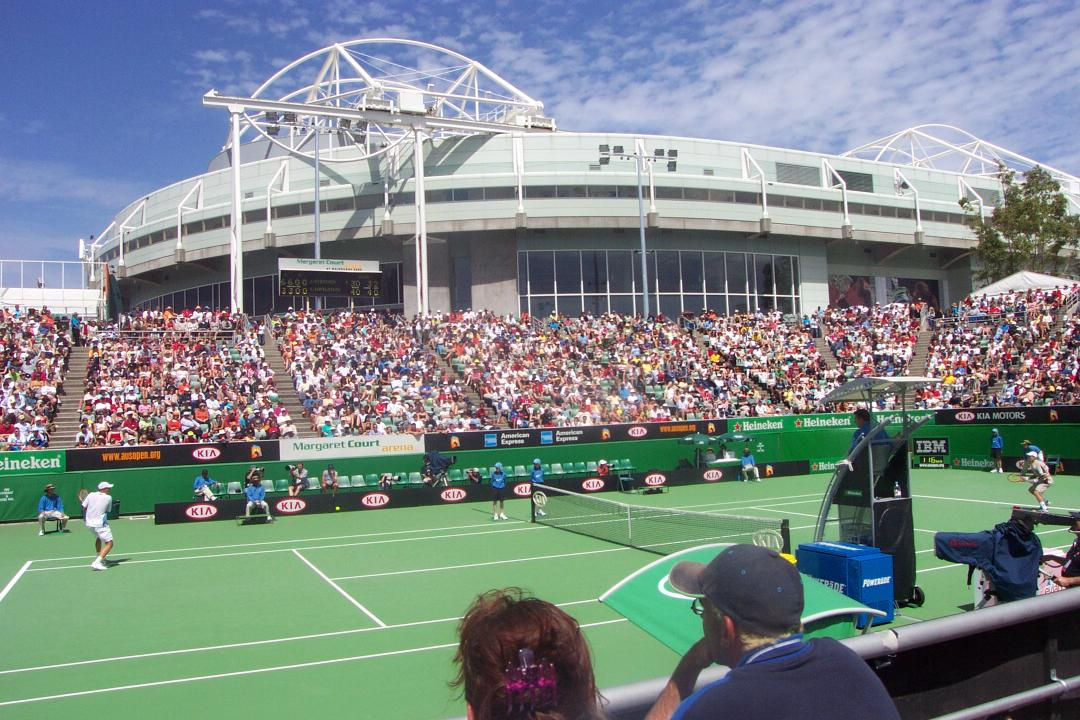
ملعب ثانوي

بطولة أستراليا المفتوحة للتنس (بالإنجليزية: Australian Open)‏ هي إحدى بطولات الجراند سلام الأربعة الكبرى. وتُقام البطولة سنوياً في آخر أسبوعين من شهر يناير في مدينة ملبورن في أستراليا. إنطلقت البطولة سنة 1905، وأقيمت في ستة مدن مختلفة إلى أن استقرت البطولة في ملبورن سنة 1972. وهي أول بطولة تُقام في السنة من البطولات الأربع الكبرى.
تتضمن بطولة أستراليا المفتوحة مسابقات فردي الرجال، وفردي السيدات، وزوجي الرجال، وزوجي السيدات، والزوجي المختلط، والمبتدئين الشباب، وذوي الاحتياجات الخاصة، والأساطير. قبل سنة 1988 كان سطح ملاعب البطولة عشبية، ثم تحولت للملاعب الخضراء الصلبة من نوع (Rebound Ace) حتى سنة 2007، ومنذ سنة 2008 تحولت للملاعب الزرقاء الصلبة من نوع (Plexicushion).
تمتاز بطولة أستراليا بثاني أعلى جمهور ببطولات التنس بعد أمريكا المفتوحة. وكانت أول بطولة من البطولات الكبرى التي تُضيف ميزة اللعب بالملاعب المُغلقة خلال الطقس الرطب والحرارة الشديدة عن طريق أسقف قابلة للسحب.

## التاريخ
إنطَلَقت بطولة أستراليا المفتوحة في سنة 1905 في مستودع ملبورن للكريكت، المُسمى حالياً مركز ألبرت الاحتياطي للتنس. وكان يُشرف على إدارتها اتحاد حدائق التنس الأسترالي (LTAA).
كانت تُعرف البطولة سابقاً باسم البطولة الأسترالاسية، ثم سُمِيت سنة 1927 بـالبطولة الأسترالية، حتى سنة 1969 سُميت بإسمها الحالي أستراليا المفتوحة. مُنذ تأسيس البطولة أقيمت في 5 مدن أسترالية ومدينتان نيوزيلنديتان، في مدينة ملبورن (55 مرة)، في مدينة سيدني (17 مرة)، أديليد (14 مرة)، بريزبن (7 مرات)، برث (3 مرات)، كرايستشرش (مرة سنة 1906)، هاستينجس، نيوزيلندا (مرة سنة 1912). على الرغم من بداية البطولة سنة 1905 إلا أنها لم تُعتبر إحدى البطولات الكُبرى حتى عام 1924، وذلك في اجتماع اتحاد ألعاب التنس الدولي (ILTF) سنة 1923، وغيرت اللجنة المُنظمة للبطولة الهيكل التنظيمي للبطولة لتشمل اللاعبين المُصنفين. سنة 1972 تم اعتماد مدينة ملبورن رسمياً لإقامة البطولة فيها كل عام، في نادي كويونج لألعاب التنس؛ وذلك لأن المدينة جذبت أكبر عدد من الجمهور من أي مدينة أسترالية أخرى. وتم إقامة البطولة على نادي كويونج لألعاب التنس منذ سنة 1972 حتى الانتقال إلى مجمع ملاعب ملبورن بارك الجديد سنة 1988.
الملاعب الجديدة في ملبورن بارك (سابقاً فلندرز بارك) جائت نتيجة تجاوز القُدرة الإستِيعابية لنادي كويونج. وحَققت هذه الخطوة نجاحاً باهراً، حيثُ زاد نسبة الجمهور إلى 90%. ليَصِل عدد الجمهور سنة 1988 (266,436) وكان الجمهور قبل سنة في نادي كويونج (140,000).

### الحضور
- 2014 – 643,280[7]
- 2013 – 684,457[8]
- 2012 - 686,006
- 2011 - 651,127
- 2010 - 653,860
- 2009 - 603,160
- 2008 - 605,735[9]
- 2007 - 554,858[10]
- 2006 - 550,550
- 2005 - 543,873[11]
- 2004 - 521,691

## الكؤوس والجوائز المالية
يتم كتابة اسم الفائز بالبطولة للأبد في قائمة الأبطال وفي الكأس المقدمة له.
- يتم تقديم الفائز بفردي الرجال كأس تحدي نورمان بروكس.
- يتم تقديم الفائزة بفردي السيدات كأس الذكر من دافن أكورست.

في 2013الجوائز المالية قسمت بالتساوي بين الرجال والسيدات على النحو التالي (بالدولار الأسترالي):
| الحدث          | الحدث         | البطل      | الوصيف     | نصف النهائي | ربع النهائي | الدور الرابع | الدور الثالث | الدور الثاني | الدور الأول |
| الفردي         | قيمة الجائزة  | $2,430,000 | $1,215,000 | $500,000    | $250,000    | $125,000     | $71,000      | $45,500      | $27,600     |
| الزوجي         | قيمة الجائزة* | $475,000   | $237,500   | $118,750    | $60,000     | -            | $33,500      | $19,500      | $12,500     |
| الزوجي المختلط | قيمة الجائزة* | $135,500   | $67,500    | $33,900     | $15,500     | -            | -            | -            | -           |

* للفريق

## نقاط التصنيف
| الحدث  | الحدث       | البطل | الوصيف | نصف النهائي | ربع النهائي | الدور الرابع | الدور الثالث | الدور الثاني | الدور الأول | الدور التمهيدي الرابع | الدور التمهيدي الثالث | الدور التمهيدي الثاني | الدور التمهيدي الأول |
| الفردي | نقاط (رجال) | 2000  | 1200   | 720         | 360         | 180          | 90           | 45           | 10          | 25                    | 16                    | 8                     | 0                    |
| الفردي | نقاط (نساء) | 2000  | 1400   | 900         | 500         | 280          | 160          | 100          | 5           | 60                    | 50                    | 40                    | 2                    |
| الزوجي | نقاط (رجال) | 2000  | 1200   | 720         | 360         | 180          | 90           | 0            | -           | -                     | -                     | -                     | -                    |
| الزوجي | نقاط (نساء) | 2000  | 1400   | 900         | 500         | 280          | 160          | 5            | -           | -                     | -                     | -                     | -                    |

## البطل الحالي

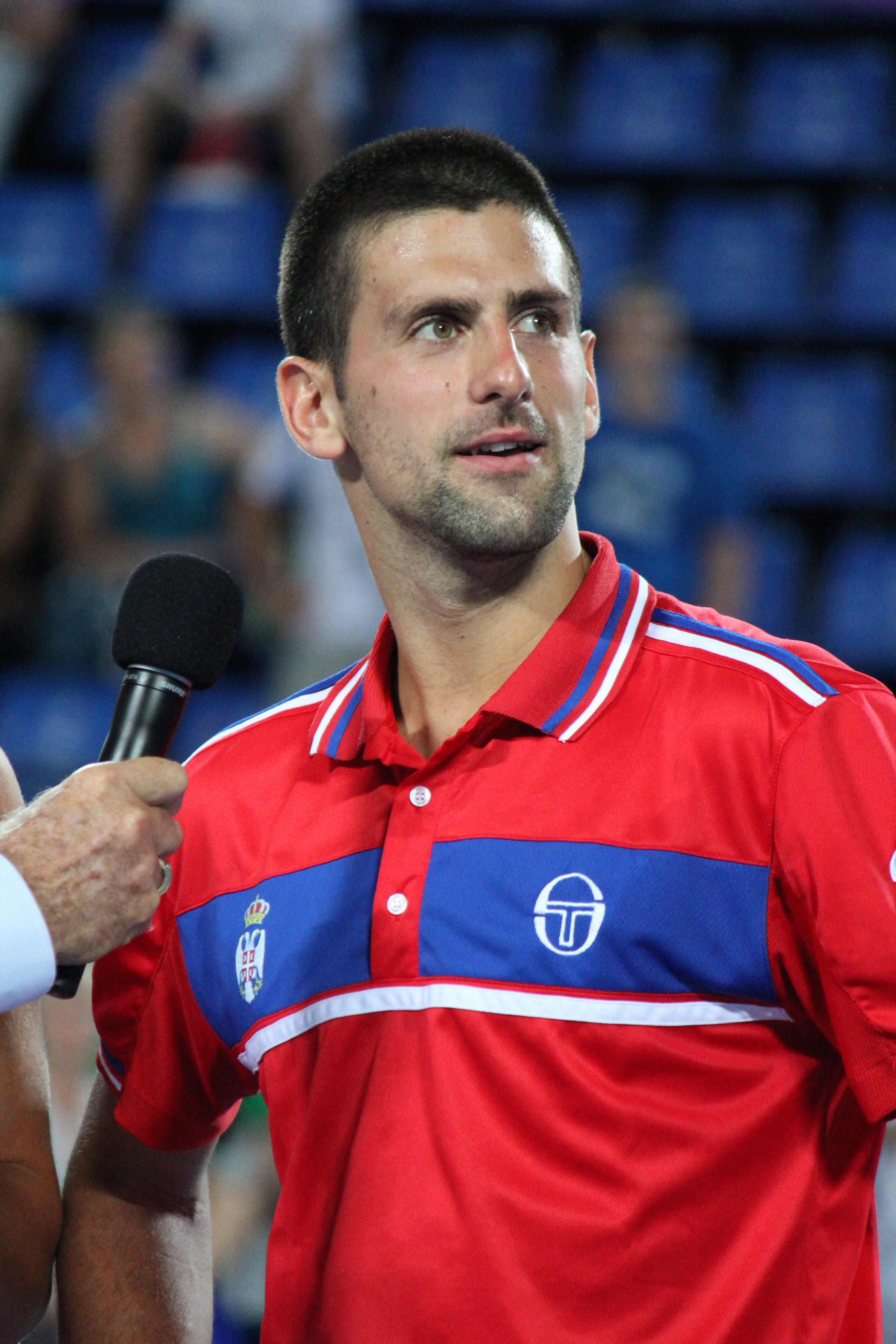
نوفاك دوكوفيتش هزم دانيال ميدڤيديڤ في نهائي 2021. لقب 2021 هو اللقب التاسع لنوفاك وبهذا الفوز يحتل نوفاك صدارة الترتيب العالمي مرة أخرى.
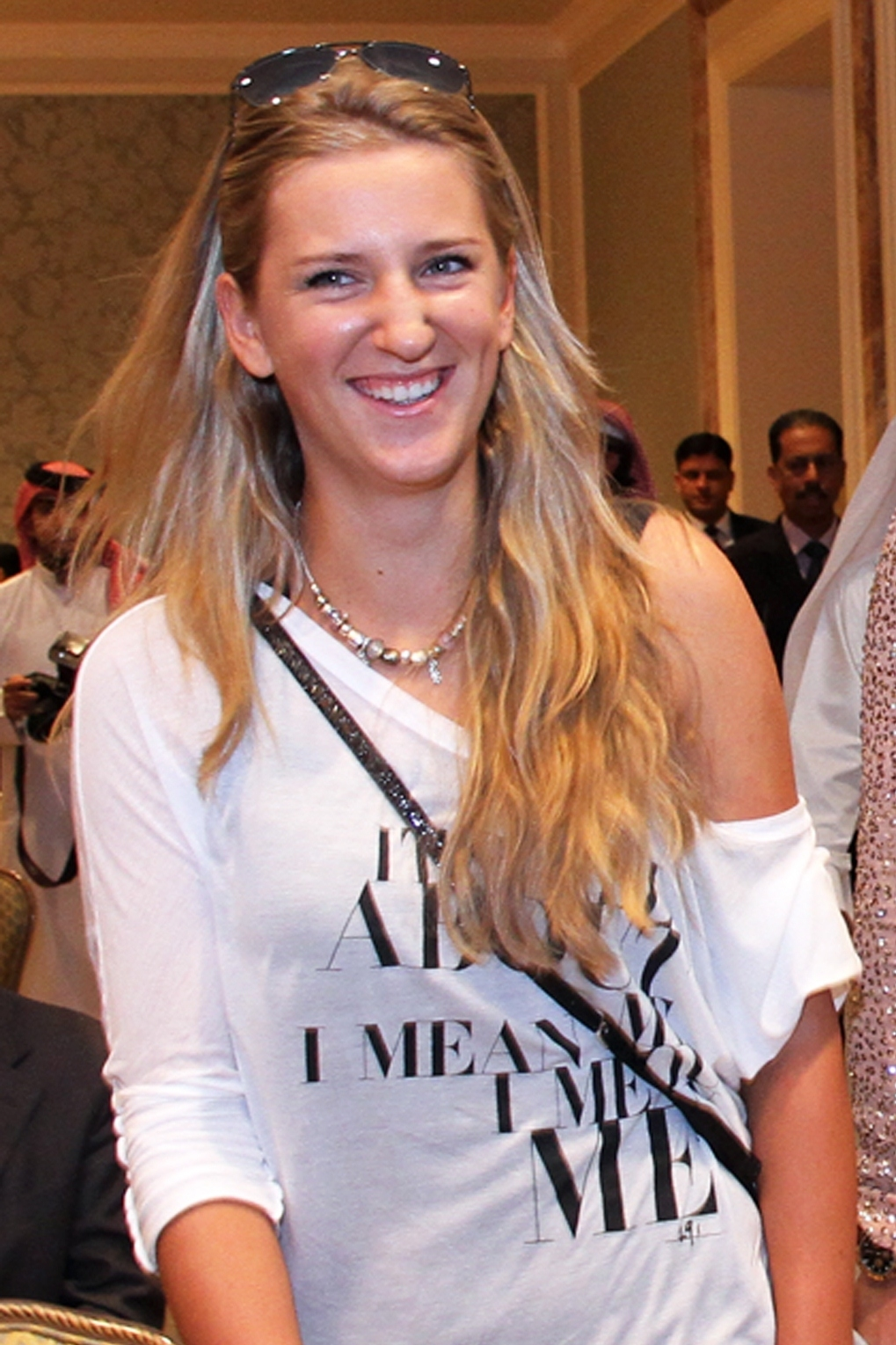
فيكتوريا ازارينكا حصلت على لقب بطولة أستراليا المفتوحة للمرة الثانية إذ تغلبت في المباراة النهائية لعام 2013 على اللاعبة الصينية لي نا
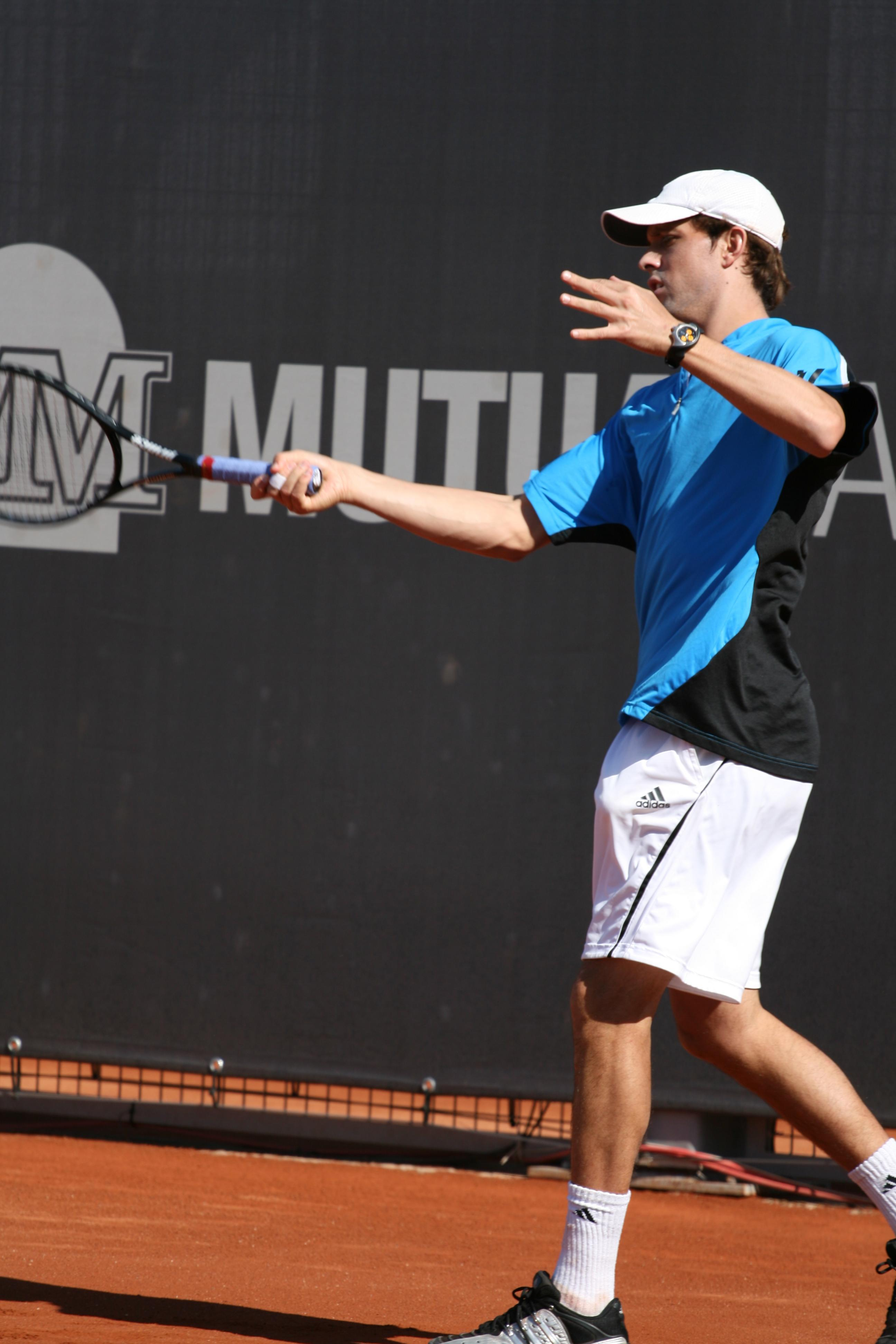
مايك براين عضو في فريق الزوجي للرجال مع أخيه بوب براين، هذا هو اللقب السادس في دوري الزوجي للرجال في بطولة أستراليا المفتوحة.
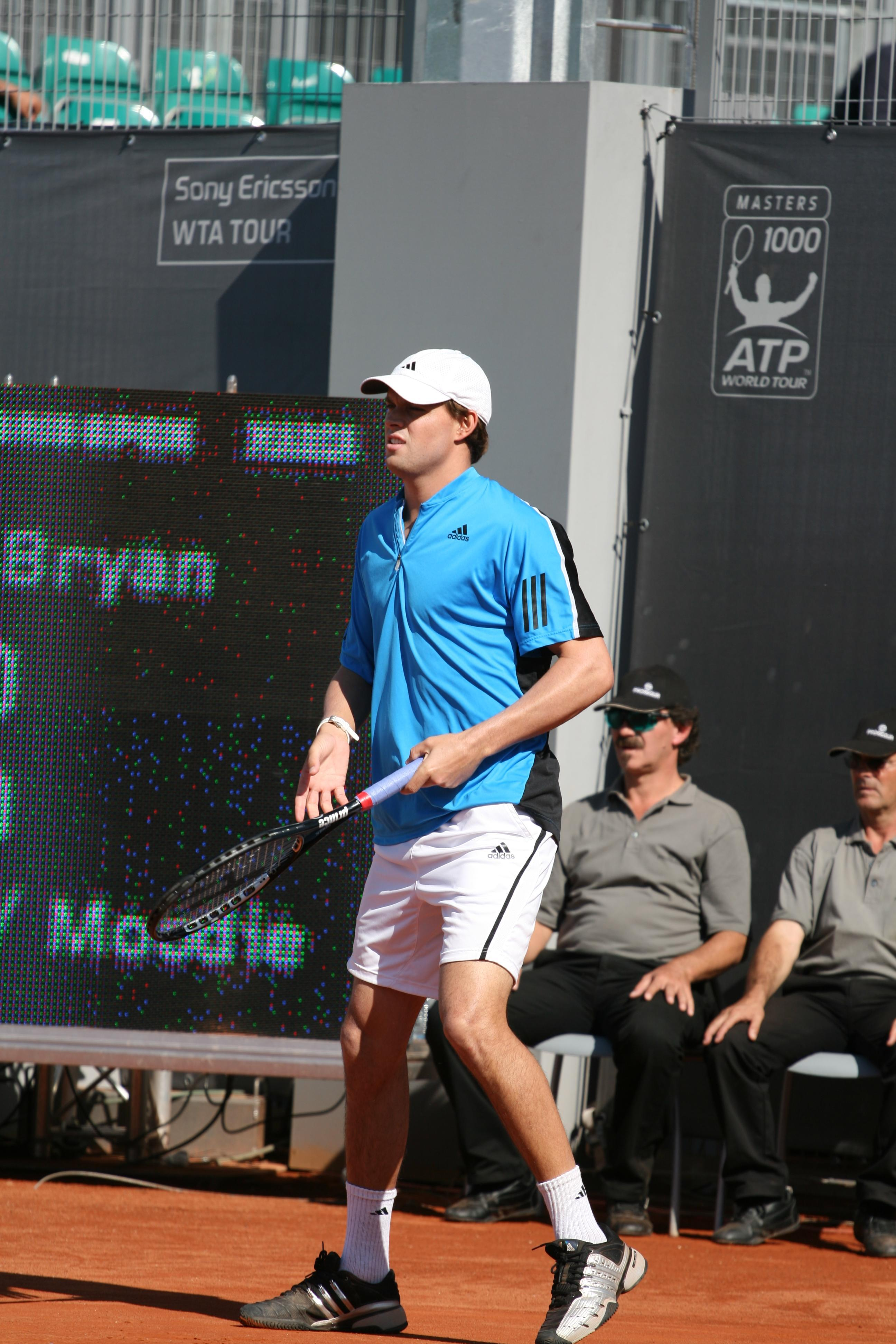
بوب براين عضو في فريق الزوجي للرجال مع أخيه مايك وأيضا هذا هو لقبه السادس في فئة الزوجي للرجال في بطولة أستراليا المفتوحة.
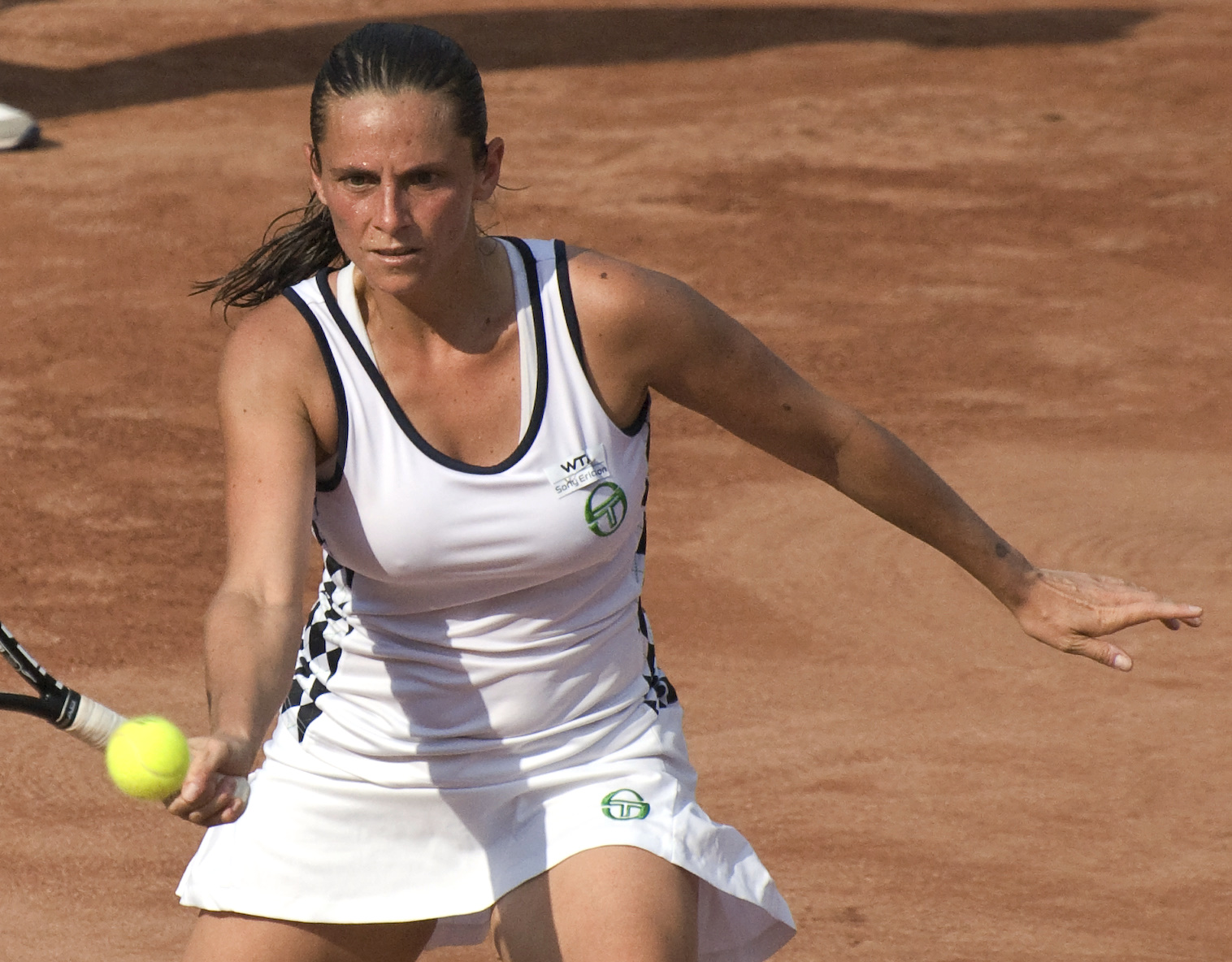
روبيرتا فينسي  عضو في فريق الزوجي للنساء وهذا هو لقبها الأول في بطولة أستراليا المفتوحة.
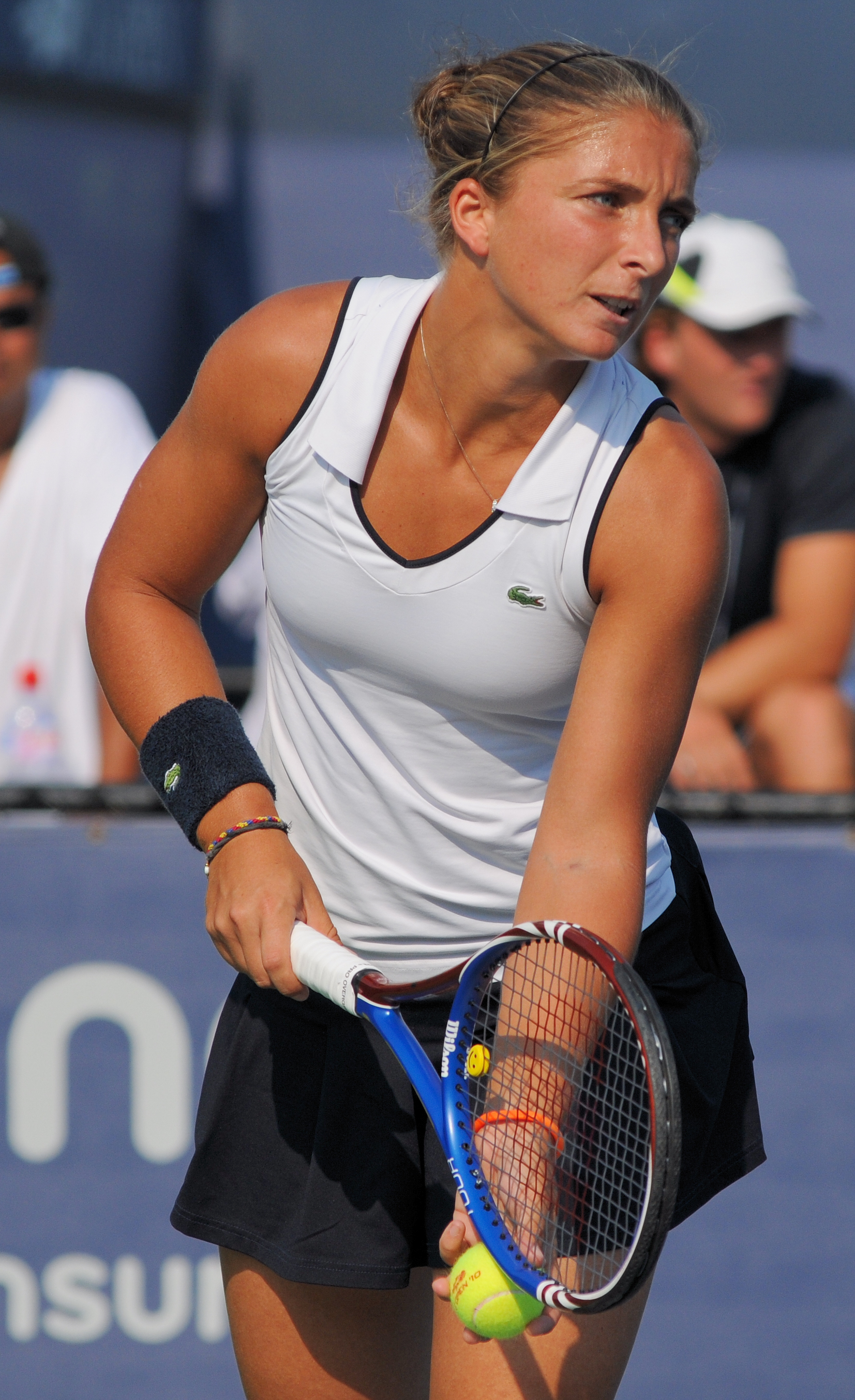
سارة إيراني عضو في فريق الزوجي للنساء وهذا هو لقبها الأول في بطولة أستراليا المفتوحة.
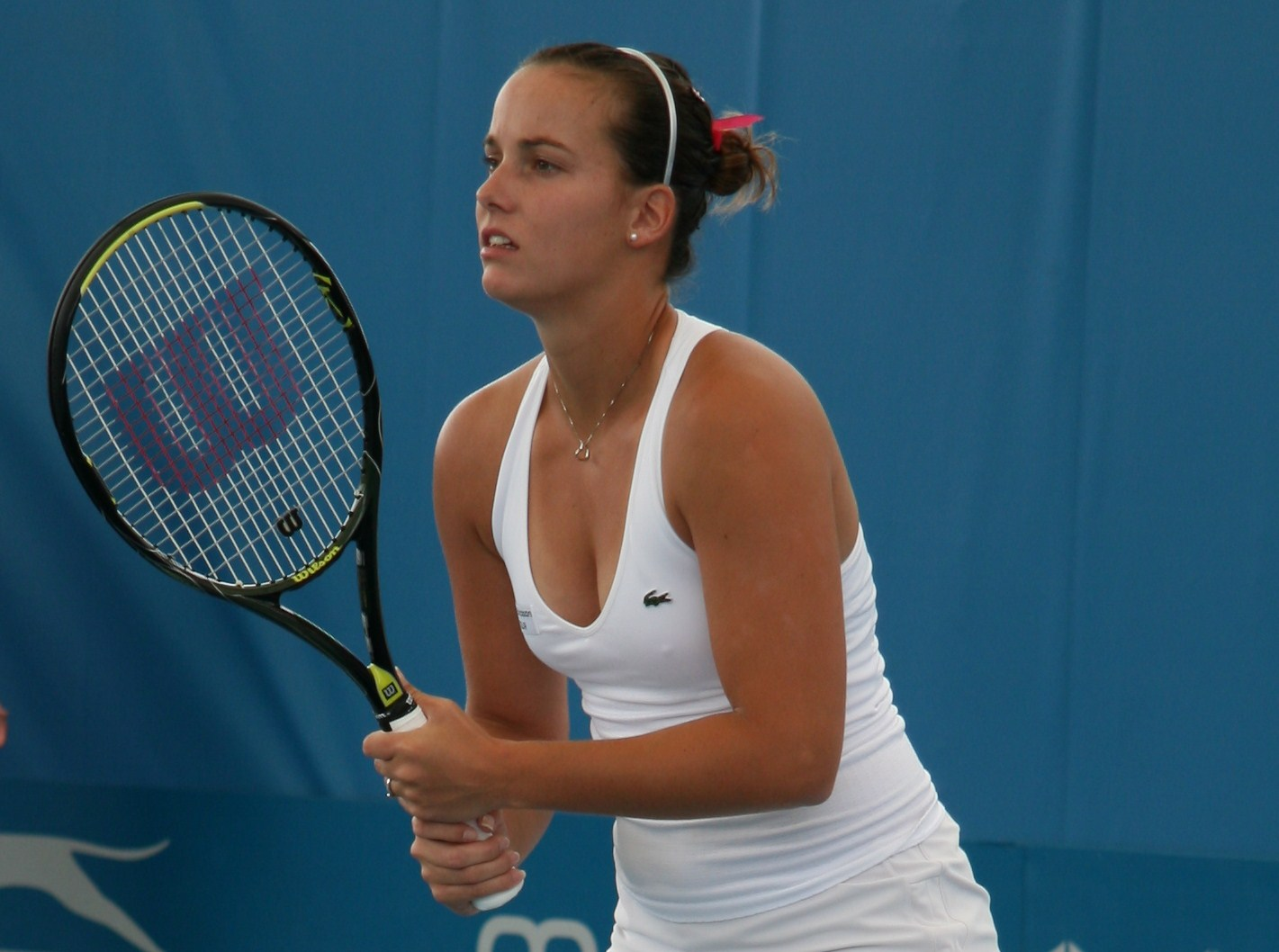
جارملا غاجدوسوفا عضو في فريق الزوجي المختلط لعام 2013 وهذا هو لقبها الأول في بطولة أستراليا المفتوحة.
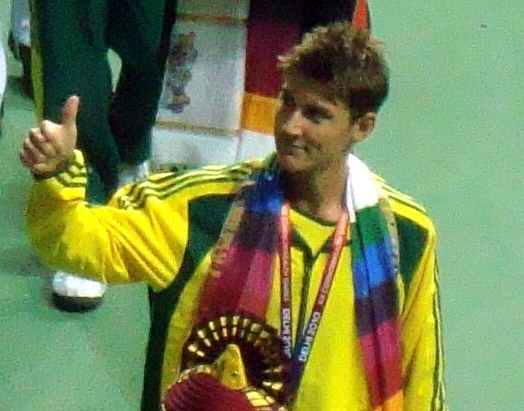
ماثيو ابدين عضو في فريق الزوجي المختلط لعام 2013 وهذا هو لقبه الأول في بطولة أستراليا المفتوحة.

## إحصائيات
| الرقم القياسي                                                      | العصر المفتوحة | اللاعب/اللاعبون                                                                                                  | العدد | السنة |
| ------------------------------------------------------------------ | -------------- | --- | ----- | --- |
| الرجال منذ 1905                                                    |                | |       | |
| الفائز بأكثر ألقاب فردي الرجال                                     | قبل 1968:      | روي إيمرسون | 6     | 1961, 1963-67 |
| الفائز بأكثر ألقاب فردي الرجال                                     | قبل 1968:      | جاك كاراوفورد كين روزوال                                                                                         | 4     | 1931-33, 1935 1953, 1955, 1971-72 |
| الفائز بأكثر ألقاب فردي الرجال                                     | بعد 1968:      | نوفاك ديوكوفيتش أندريه أغاسي                                                                                     | 7 4   | 2008,2011,2012,2013,2015,2016,2019 1995,2000,2001,2003 |
| الفائز بأكثر ألقاب فردي الرجال                                     | بعد 1968:      | ماتس ويلندر روجيه فيدرير                                                                                         | 3     | 1983-84, 1988 2004, 2006-07-2010 |
| الفائز بأكثر ألقاب فردي الرجال على التوالي                         | قبل 1968:      | روي إيمرسون | 5     | 1963-67 |
| الفائز بأكثر ألقاب فردي الرجال على التوالي                         | بعد 1968:      | كين روزوال غواليرمو فيلاس جون كرايك ماتس ويلندر ستيفان إدبرغ إيفان ليندل جيم كورير أندريه أغاسي روجيه فيدرير     | 2     | 1971-72 1978-79 1981-82 1983-84 1985-87 1989-90 1992-93 2000-01 2006-07 |
| الفائز بأكثر ألقاب زوجي الرجال                                     | قبل 1968:      | أدريان كويست & جون براوم ويتش                                                                                    | 8     | 1938-40, 1946-50 |
| الفائز بأكثر ألقاب زوجي الرجال                                     | قبل 1968:      | جون نيوكومب & توني روتشي                                                                                         | 5     | 1965, 1967, 1971, 1976 - 1973 جون نيوكومب مع مال أندرسون، 1976 (ديسمبر) توني روتشي مع أرثر أش |
| الفائز بأكثر ألقاب زوجي الرجال                                     | بعد 1968:      | مارك إدموندسن | 4     | 1980-81 (مع كيم وارويك), 1983 (مع بول ماكنامي) 1984 (مع شيروود ستيوارت) |
| الفائز بأكثر ألقاب زوجي الرجال                                     | بعد 1968:      | جون نيوكومب & توني روتشي كيم وارويك تود وودبريدج يوناس بورغمان                                                   | 3     | أنظر في الأعلى 1978 (مع واجتيك فايباك), 1980-81 1992, 1996 (مع مارك وودفورد، 2001 (مع يوناس بورغمان) 1998 (مع ياكو إلتاينه), 1999 (مع باتريك ر. بعد), 2001                                                                      |
| الفائز بأكثر ألقاب زوجي الرجال على التوالي                         | قبل1968:       | أدريان كويست & جون بروم ويتش                                                                                     | 8     | 1938-40, 1946-50 |
| الفائز بأكثر ألقاب زوجي الرجال على التوالي                         | بعد 1968:      | مارك إدموندسن & كيم وارويك مارك إدموندسن ريك ليتش & جيم بوغه فابريس سانتورو & مايكل لاودرا بوب براين & ماك براين | 2     | 1980-81 1983 (مع بول ماكنامي), 1984 (مع شيروود ستيوارت), 1988-89 2003-04 2006-07 |
| الفائز بأكثر ألقاب زوجي مختلط على التوالي - رجال                   | قبل1968:       | كولين لونغ | 4     | 1963, 1965-66, 1968 (مع نانسي واين بولتن) |
| الفائز بأكثر ألقاب زوجي مختلط على التوالي - رجال                   | بعد 1968:      | أوين دافيدسن | 4     | 1940, 1946-1948 (مع بيلي جين كينغ) |
| الفائز بأكثر عدد بطولات (مجموع: فردي، زوجي، مختلط) - رجال          | قبل1968:       | جاك كروافورد | 11    | 1929-1935 (4 فردي، 4 زوجي، 3 مختلط) |
| الفائز بأكثر عدد بطولات (مجموع: فردي، زوجي، مختلط) - رجال          | بعد 1968:      | جيم بوغه | 5     | 1988-90 (2 زوجي، 3 مختلط) |
| سيدات منذ 1922                                                     |                | |       | |
| الفائزة بأكثر ألقاب فردي سيدات                                     | قبل1968:       | مارغريت كورت | 7     | 1960-66 |
| الفائزة بأكثر ألقاب فردي سيدات                                     | قبل1968:       | نانسي واين بولتن                                                                                                 | 6     | 1937, 1940, 1946-48, 1951 |
| الفائزة بأكثر ألقاب فردي سيدات                                     | بعد 1968:      | مارغريت كورت إيفون غولاغونغ شتيفي غراف / مونيكا سيليش                                                            | 4     | 1969-71, 1973 1974-76, 1977 1988-90, 1994 1991-93, 1996 |
| الفائزة بأكثر ألقاب فردي سيدات على التوالي                         | قبل1968:       | مارغريت كورت | 7     | 1960-66 |
| الفائزة بأكثر ألقاب فردي سيدات على التوالي                         | بعد 1968:      | مارغريت كورت إيفون غولاغونغ شتيفي غراف / مونيكا سيليش مارتينا هينغيز                                             | 3     | 1969-71 1974-76 1988-90 1991-93 1997-99 |
| الفائزة بأكثر ألقاب زوجي سيدات                                     | قبل1968:       | ثيلما كوين لونغ                                                                                                  | 13    | 1936-40, 1947-49, 1951-52 (مع نانسي واين بولتون), 1954, 1956, 1958 (مع ماري بيفيس هاوتون) |
| الفائزة بأكثر ألقاب زوجي سيدات                                     | قبل1968:       | نانسي واين بولتون                                                                                                | 10    | 1936-40, 1947-49, 1951-52 |
| الفائزة بأكثر ألقاب زوجي سيدات                                     | بعد 1968:      | / مارتينا نافراتيلوفا                                                                                            | 8     | 1980 (مع بيستي نيغلسن), 1982-85, 1987-89 (مع بام شرايفر) |
| الفائزة بأكثر ألقاب زوجي سيدات على التوالي                         | قبل1968:       | ثيلما كوين لونغ نانسي واين بولتون                                                                                | 5     | 1936-40 |
| الفائزة بأكثر ألقاب زوجي سيدات على التوالي                         | بعد 1968:      | / مارتينا نافراتيلوفا & بام شرايفر                                                                               | 7     | 1982-85, 1987-89 |
| الفائزة بأكثر ألقاب زوجي مختلط - سيدات                             | قبل1968:       | دفني أكوروستن كوزنسي نانسي واين بولتون ثيلما كوين لونغ مارغريت كورت                                              | 4     | 1924-25 (مع جون ويلارد), 1928 (مع جين بوروترا), 1929 (مع جار موون) 1940, 1946-48 (مع كولين لونغ) 1951-51, 1955 (مع جورج ورثينغتن), 1954 (مع ريكس هارتويغ) 1963-64 (مع كين فليتشر), 1965 (مع جون نيوكومب), 1969 (مع مارتي رايسن) |
| الفائزة بأكثر ألقاب زوجي مختلط - سيدات                             | بعد 1968:      | يانا نوفوتنا لاريسا نايلاند                                                                                      | 2     | 1988-89 (مع جيم بوغه) 1994 (مع أندريه أولوفسكي), 1996 (مع مارك وودفورد) |
| الفائزة بأكثر عدد من البطولات (المجموع: فردي، زوجي، مختلط) - سيدات | قبل1968:       | مارغريت كورت | 22    | 1960-1973 (11 فردي، 7 زوجي، 4 مختلط) |
| الفائزة بأكثر عدد من البطولات (المجموع: فردي، زوجي، مختلط) - سيدات | بعد 1968:      | / مارتينا نافراتيلوفا                                                                                            | 12    | 1980-2003 (3 فردي، 8 زوجي، 1 مختلط) |